# Batesville (Ohio)

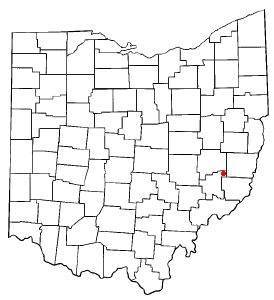
Batesville na planie stanu Ohio

Batesville – wieś w USA, hrabstwie Noble, w stanie Ohio.
W roku 2010, 23,9% mieszkańców było w wieku poniżej 18 lat, 12,7% było w wieku od 18 do 24 lat, 23,9% miały od 25 do 44 lat, 22,5% miały od 45 do 64 lat, 16,9% było w wieku 65 lat lub starszych. We wsi było 47,9% mężczyzn i 52,1% kobiet.
Liczba mieszkańców w 2010 roku wynosiła 71, a w roku 2012 wynosiła 101.